# Stephen A. Corker

Stephen A. Corker

Stephen Alfestus Corker (* 7. Mai 1830 bei Waynesboro,  Burke County, Georgia; † 18. Oktober 1879 ebenda) war ein US-amerikanischer Politiker. Zwischen Dezember 1870 und März 1871 vertrat er den Bundesstaat Georgia im US-Repräsentantenhaus.

## Werdegang
Stephen Corker besuchte die öffentlichen Schulen seiner Heimat. Nach einem anschließenden Jurastudium und seiner Zulassung als Rechtsanwalt begann er in Waynesboro in seinem neuen Beruf zu  arbeiten. Außerdem wurde er in der Landwirtschaft tätig. Während des  Bürgerkrieges war Corker Hauptmann in einem Regiment, das aus Soldaten aus dem Staat Georgia bestand, und auf der Seite der Konföderation kämpfte. Nach dem Krieg setzte er seine Tätigkeit als Anwalt fort.
Politisch wurde Corker Mitglied der Demokratischen Partei. Als deren Kandidat wurde er nach dem Bürgerkrieg in das Repräsentantenhaus von Georgia gewählt. Bei den Kongresswahlen des Jahres 1868 setzte sich eigentlich der republikanische Amtsinhaber Charles H. Prince im fünften Wahlbezirk von Georgia durch. Im US-Repräsentantenhaus in Washington, D.C. wurde ihm aber sein Sitz verweigert und Sonderwahlen ausgeschrieben. Stephen Corker konnte sich bei diesen Wahlen durchsetzen und am 22. Dezember 1870 sein neues Mandat im Kongress antreten. Bis zum 3. März 1871 beendete er dort die laufende Legislaturperiode.
Nach seinem Ausscheiden aus dem US-Repräsentantenhaus arbeitete Stephen Corker wieder als Jurist. Er starb am 18. Oktober 1879 in seinem Heimatort Waynesboro.